# 滇滩镇
滇滩镇，是中华人民共和国云南省保山市腾冲市下辖的一个镇。

## 行政区划
滇滩镇下辖以下地区：
联族村、腊幸村、云峰村、山寨村、胜利村、河西社区村、左所村、早坡村和西营社区村。

## 中国传统村落
2013年8月，水城村、棋盘石村、烧灰坝村被评为第二批中国传统村落。